# Bercy 98
Albums de Michel Sardou
Salut Raconte une histoire
Bercy 98 est le treizième album live de Michel Sardou enregistré en 1998 lors de son quatrième passage au Palais omnisports de Paris-Bercy. C'est le premier concert de Michel Sardou à avoir été édité en DVD.

## Le concert

### Liste des titres
| 1.  | La Maladie d'amour             |  |
| 2.  | La Java de Broadway            |  |
| 3.  | Les Bals populaires            |  |
| 4.  | J'accuse                       |  |
| 5.  | Rouge                          |  |
| 6.  | Je vais t'aimer                |  |
| 7.  | Je vole                        |  |
| 8.  | Il était là (Le fauteuil)      |  |
| 9.  | Être une femme                 |  |
| 10. | Les Vieux mariés               |  |
| 11. | En chantant                    |  |
| 12. | Mon dernier rêve sera pour toi |  |
| 13. | Les Villes de solitude         |  |
| 14. | Une fille aux yeux clairs      |  |

| 1.  | Casino                |  |
| 2.  | Le Bac G              |  |
| 3.  | S’enfuir et après     |  |
| 4.  | Et mourir de plaisir  |  |
| 5.  | Le France             |  |
| 6.  | Les Yeux d’un animal  |  |
| 7.  | Afrique adieu         |  |
| 8.  | Les Lacs du Connemara |  |
| 9.  | Musulmanes            |  |
| 10. | L’An mil              |  |
| 11. | Chanteur de jazz      |  |
| 12. | Salut                 |  |

| 1. | Qu’est-ce que j’aurais fait, moi ? (version studio) |  |

### Vidéo

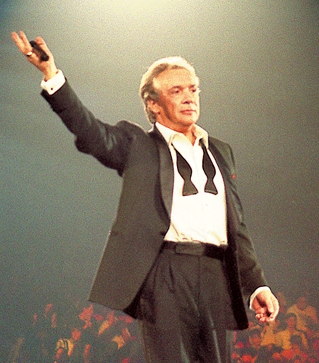
Michel Sardou à la fin d'un concert à Paris-Bercy en 1998.

Une vidéo de ce concert, réalisée par Jean-Louis Machu, a été éditée aux formats VHS et DVD en 1998. Le DVD comprend en bonus la présentation des musiciens par Michel Sardou.

## Récompense
Au terme de la tournée s'étendant sur l'année 1998, Sardou se vit attribuer, en 1999, une Victoire de la musique pour avoir fédéré le plus grand nombre de spectateurs venus l'applaudir au Palais omnisports de Paris-Bercy et en province, soient 573 900 personnes.

## Crédits

### Musiciens
- Arrangements et direction d'orchestre : Roger Loubet
- Claviers : Roger Loubet et Philippe Perathoner
- Piano : Philippe Perathoner
- Basse : Roberto Briot
- Batterie : Marcello Surace
- Percussions : François Constantin
- Trompettes : Eric Jausserand, Jacques (« Kako ») Bessot et Alfred (« Freddy ») Hovsepian
- Trombones : Bernard Camoin, Alex Perdigon et Hamid Belhocine
- Guitare : Bruno Dandrumont
- Guitare solo : Hugo Ripoll
- Saxophone : Michel Gaucher
- Chœurs : Jean-Jacques Fauthoux, Olivier Constantin, Valérie Höhn, Florence Martinet et Brigitte Venditti

### Équipe technique et production
- Mise en scène : Michel Sardou
- Enregistrement : Studio mobile Le Voyageur
- Mixage : Studio Guillaume Tell
- Ingénieur du son : Roland Guillotel
- Assistant : Stéphane
- Production et réalisation : Jacques Revaux

### Les dates de la tournée
Bercy, Paris, du 13 janvier à début février 1998
Tournée février 1998 :
Toulon, les 6 et 7 février
Le Cannet, le 8 février
Marseille, les 10 et 11 février
Martigues, le 12 février
Montpellier, les 13 et 14 février
Clermont Ferrand, le 17 février
Lyon, les 18 et 19 février
Genève, Suisse, les 20 et 21 février
Bourg-en-Bresse, le 22 février
Albertville, le 28 février
Tournée mars 1998 :
Nîmes, le 1er mars
Toulouse, les 3 et 4 mars
Pau, le 5 mars
Bordeaux, Patinoire Meriadeck, les 6, 7 et 8 mars
Auxerre, le 10 mars
Orléans, les 11 et 12 mars
Angers, le 13 mars
Lorient, le 14 mars
Caen, les 17 et 18 mars
Le Mans, le 19 mars
Rennes, Le Liberté, les 20 et 21 mars
Brest, le 22 mars
Liévin, le 24 mars
Lille, les 25 et 26 mars
Bruxelles, Forest National, Belgique, les 27 et 28 mars
Reims, le 29 mars
Amneville, le 31 mars
Tournée avril 1998 :
Strasbourg, le 1er avril
Dijon, le 2 avril
Nancy, le 3 avril
Forest National, Bruxelles, le 4 avril 1998
Genève, Suisse, les 7 et 8 avril
Avignon, le 9 avril
Bourges, le 12 avril
Mulhouse, le 14 avril
Valence, le 15 avril
Lyon, les 16 et 17 avril
Grenoble, le 18 avril
Agen, le 21 avril
Pau, le 22 avril
Toulouse, le 23 avril
La Roche sur Yon, le 24 avril
Nantes, le 25 avril
Cholet, le 26 avril
Saint-Étienne, les 28 et 29 avril
Tournée juin à août 1998 :
Québec, les 26 et 27 juin 1998
Arènes, Béziers, le 24 juillet 1998
Forest National, Bruxelles, le 8 août 1998